# Изабелла де ла Рош
Изабелла де ла Рош (фр. Isabella de la Roche; ум. до 1291) — баронесса Каритены, с 1269 по 1277 управляла вдовьей половиной баронии. Графиня де Бриенн (по правам мужа). Благодаря ей Афинское герцогство в начале XIV века на короткое время перешло к Бриеннам.

## Биография
Родилась ок. 1245 г., дочь афинского герцога Ги I де ла Роша.
В 1256 году вышла замуж за Жоффруа де Бриэля, барона Каритены. Детей не было. После смерти мужа, который в 1269 г. умер от лихорадки, в качестве вдовьей части получила половину его баронии, вторая часть отошла князю Ахайи Гильому II Виллардуэну как сюзерену выморочного владения.
В 1277 году вторично вышла замуж — за графа Гуго де Бриенна (свадьба состоялась в г. Андравида с участием её брата — Гильома I де ла Роша). Жила с мужем в Италии (в Неаполитанском королевстве) и родила ему двоих детей:
- Готье V де Бриенн (ум. 1311), герцог Афинский (с 1308)
- Агнесса де Бриенн, жена графа Жана II де Жуаньи.

В 1289 году Гуго де Бриенн вернул владения жены в Пелопонесе князю Ахайи, обменяв их на крепость Бовуар.
В 1291 году Гуго де Бриенн женился на Елене Комнин Дука. Это значит, что Изабелла де ла Рош к тому времени уже умерла.